# K3-VE
El K3-VE es un modelo de motor fabricado por Daihatsu.

## Características del motor
- Nombre: K3-VE
- Fabricante: Daihatsu
- Tipo de motor: 4 cilindros en línea, Gasolina
- Mecanismo valvular: Twin Cam, DOHC, 16 válvulas, DVVT (VVT-i)
- Cilindrada: 1298 cc.
- Diámetro y carrera: 72 x 79,9 mm
- Relación de comprensión: 10:1
- Potencia máxima (SAE neta): 86 HP a 6000 rpm
- Par máximo (SAE neta): 120 Nm a 3200 rpm
- Sistema de combustible: inyección electrónica (EFI) multipunto

- Nombre: K3-VE2
- Fabricante: Daihatsu
- Tipo de motor: 4 cilindros en línea, Gasolina
- Mecanismo valvular: Twin Cam, DOHC, 16 válvulas, DVVT (VVT-i)
- Cilindrada: 1298 cc.
- Diámetro y carrera: 72 x 79,9 mm
- Relación de comprensión: 11:1
- Potencia máxima (SAE neta): 100 HP a 7000 rpm
- Par máximo (SAE neta): 120 Nm a 4400 rpm
- Sistema de combustible: inyección electrónica (EFI) multipunto

- Datos: Q5957435